# Савара
Савара (на италиански: Savara), наричана още Дора дел Ниволе, Доар дю Ниволе (на италиански: Dora del Nivole, на френски: Doire du Nivolet), е поток, който минава през долината Валсаваранш в северноиталианския регион Вале д'Аоста. Той е десен приток на река Дора Балтеа.

## Маршрут
Извира в подножието на масива Гран Парадизо. Образува се от езерата Ниволе (на италиански: Laghi del Nivolet, на френски: Lacs du Nivolet) на 2520 m надм. вис., езерото Ноар (на италиански: Lago Noir, на френски: Lac Noir) на 2722 m и езерото Требеки (на италиански: Lago Trebecchi) на 2722 m.
По маршрута на Валсаваранш основните му притоци са потоците Кот Саволер (Côte Savolère) и Левионаз (Lévionaz).
При село Ентро той получава водите на потока Дора ди Рем, а малко по-надолу по течението, при село Вилньов, се влива в река Дора Балтеа.